# De woudkoning
De woudkoning is een stripverhaal uit de reeks van Puk en Poppedijn. Het is geschreven door Piet Wijn en gepubliceerd in De Spiegel van 5 juni 1965 tot en met 25 september 1965. Het is het derde verhaal uit de reeks en bestaat uit 17 pagina's, genummerd van 1-3 tot 15-3.

## Het verhaal
Poppedijn leest Puk het verhaal voor over de woudkoning. In het verhaal wordt een jager omgetoverd in een dwerg, wanneer deze zich slecht gedraagt tegenover de bosdieren. Ondertussen heeft Puk last van een mug, een spin en een egel en jaagt ze weg. Poppedijn waarschuwt hem voor de woudkoning, maar Puk lacht haar uit. Wanneer hij even later ook nog een kikker en een haas plaagt, grijpt de woudkoning in. Een groot edelhert neemt Puk tussen de hoorns en voert hem diep het woud in. Het hert gooit Puk een holle boom in, waar hij terechtkomt in het kasteel van de woudkoning. Hier maakt hij kennis met Kruitneus, de jager die in een dwerg is veranderd. Kruitneus moet alle dieren verzorgen.
Omdat Puk de bosdieren plaagt, geeft de woudkoning hem een opdracht, zodat hij zijn leven kan beteren. Hij moet een beer bevrijden, die door een reus gevangen wordt gehouden. Puk wordt door Kruitneus naar het huis van Brullebak de reus gebracht. Puk wil weglopen, maar een zwerm bijen dwingt hem terug te keren. De reus vangt hem en geeft hem karweitjes als het schoonmaken van het berenhok.
Ondertussen ontmoet Poppedijn de dwerg Kruitneus, die hem vertelt waar Puk is. Om de reus vriendelijk te stemmen plukt Poppedijn bloemen. Ondertussen smeert Puk de zolen van de reus in met groene zeep, wanneer deze slaapt. Als Poppedijn aanklopt staat de reus op, maar glijdt direct uit en komt vast te zitten in de poort. Wanneer Poppedijn de reus haar bloemen aanbiedt is hij zeer ontroerd en weet zich te bevrijden uit de poort. Hij neemt Poppedijn mee zijn kasteel in. Puk heeft inmiddels de beer bevrijd en verbergt zich met de beer in twee tonnen. De reus glijdt andermaal uit door de zeep onder zijn schoenen en trapt zodoende tegen de tonnen, die daardoor een trap afrollen en in de zee terechtkomen. De beer kan niet zwemmen, maar Puk tracht hem richting het land te duwen. De woudkoning, die alles bekijkt door zijn glazen bol, stuurt dan de meeuw Witwiek naar de walrus Landtang. Deze helpt Puk en de beer aan land.
De woudkoning vindt dat Puk zich dapper heeft gedragen en naar huis mag terugkeren als hij nooit meer onaardig is tegen dieren. Maar Puk wil eerst zijn zusje bevrijden uit de handen van Brullebak. De reus is echter zeer aardig tegen Poppedijn en vertroetelt haar. De woudkoning en de dwerg helpen Puk een handje. De jager schiet een pijl op de reus af, die is ingesmeerd met krimpwater. De reus krimpt tot een normaal postuur en is daar zeer blij mee. Poppedijn vertelt dat de reus helemaal niet boosaardig is, maar dat alleen niemand hem aardig vond omdat hij zo groot was. De woudkoning meent dat Poppedijn nu hem een lesje heeft geleerd en vindt haar een verstandig meisje. Puk en Poppedijn keren hierna weer naar huis terug.

## Uitgaven

### Achtergronden bij de uitgaven
- Het verhaal is gepubliceerd in De Spiegel van 5 juni 1965 tot en met 25 september 1965. Elke week verscheen er een pagina.
- Het verhaal is nooit in een reguliere albumreeks uitgegeven. Pas in 1995 zijn alle verhalen verschenen in drie luxe banden.